# Hymedesmia palmatichelifera
Hymedesmia palmatichelifera är en svampdjursart som beskrevs av van Soest 1984. Hymedesmia palmatichelifera ingår i släktet Hymedesmia och familjen Hymedesmiidae. Inga underarter finns listade i Catalogue of Life.